# William Mattus
William Mattus Vega (Barva, 17 de abril de 1964) es un exárbitro costarricense conocido por arbitrar dos partidos en la Copa Mundial de Fútbol de 2002.

## Mundial de 2002

### EcuadorEcuador1-0CroaciaCroacia
Partido de primera ronda por el Grupo G donde el costarricense tuvo un encuentro muy movilizado, pese a haberse anotado solo un gol para los sudamericanos, hubo muchas incidencias. Mattus mostró tres tarjetas amarillas; una al ecuatoriano Chalá en el minuto 86' y dos al equipo croata (Tomas y Šimunić) en los minutos 72' y 90' respectivamente. Además, Mattus cobró 21 faltas contra Ecuador y 18 contra Croacia. Se cobraron dos fuera de juego contra Ecuador y tres contra Croacia.

### JapónJapón2-2BélgicaBélgica
Partido de primera ronda por el Grupo H, fue él último encuentro dirigido por el costarricense. Partido finalizado 2-2 y sumamente difícil para arbitrar. El juego brusco iba en aumento por lo al minuto 20', Mattus mostró cartulina amarilla al belga Peter van der Heyden. Las faltas seguían una tras otra y el japonés Kazuyuki Toda fue el primero en ver el cartón amarillo. En total; seis tarjetas amarillas; dos para los japoneses (Toda e Inamoto) y cuatro para los belgas (Van der Heyden, Verheyen, Peeters y Van Meir). Fue el último partido que dirigió el tico.